# Список найбільших астероїдів
У цьому списку наведені найбільші за розміром астероїди, найбільший з яких — Церера, отримав статус карликової планети. У таблиці наведена інформація на основі даних спостережень обсерваторії «Дуже великий телескоп» (VLT) за більшістю великих астероїдів у 2019—2021 роках.
Кількість тіл швидко зростає зі зменшенням розміру. За даними IRAS, існує близько 140 астероїдів головного поясу з діаметром більше 120 км, що є приблизно точкою переходу між вцілілими первинними астероїдами та фрагментами первинних астероїдів. Внутрішній пояс астероїдів (визначений як область всередині люка Кірквуда з орбітальним резонансом 3:1 на відстані 2,50 астрономічної одиниці) містить кілька великих астероїдів. З наведеного вище списку лише кілька астероїдів належать до головного поясу: 4 Веста, 19 Фортуна, 6 Геба, 7 Ірида та 9 Метіда.

## Список
| Назва          | Зображення      | Середній діаметр, км | Розміри об'єкту, км         | Середня відстань від Сонця, а.о. | Дата відкриття         | Першовідкривач       | Спектр. клас |
| -------------- | --------------- | -------------------- | --------------------------- | -------------------------------- | ---------------------- | -------------------- | ------------ |
| 1 Церера       |                 | 939.4±0.2            | 964,4 × 964,2 × 891,8       | 2,766                            | 1 січня 1801 року      | Джузеппе Піацці      | G            |
| 4 Веста        |                 | 525.4±0.2            | 572,6 × 557,2 × 446,4 ± 0,2 | 2,362                            | 29 березня 1807 року   | Генріх Ольберс       | V            |
| 2 Паллада      |                 | 511±4                | 568×530×450                 | 2,773                            | 28 березня 1802 року   | Генріх Ольберс       | B            |
| 10 Гігея       |                 | 433±8                | 450×430×424                 | 3,139                            | 12 квітня 1849 року    | Аннібале де Гаспаріс | C            |
| 704 Інтерамнія |                 | 332±5                | 362×348×310                 | 3,062                            | 2 жовтня 1910 року     | Вінченцо Черуллі     | F            |
| 52 Європа      |                 | 319±4                | 378×336×255                 | 3,095                            | 4 лютого 1858 року     | Герман Гольдшмідт    | C            |
| 511 Давида     |                 | 298±4                | 359×293×253                 | 3,168                            | 30 травня 1903 року    | Раймонд Дуган        | C            |
| 87 Сільвія     |                 | 271±5                | 363×249×191 or 374×248×194  | 3,485                            | 16 травня 1866 року    | Норман Роберт Поґсон | X            |
| 15 Евномія     |                 | 270±3                | 357×255×212                 | 2,643                            | 29 липня 1851 року     | Аннібале де Гаспаріс | S            |
| 31 Евфросіна   |                 | 268±4                | 294×280×248                 | 3,149                            | 1 вересня 1854 року    | Джеймс Фергюсон      | C            |
| 65 Кібела      |                 | 263±3                | 297 × 291 × 213             | 3,439                            | 8 березня 1861 року    | Вільгельм Темпель    | C            |
| 624 Гектор     |                 | 256±12               | 403 × 201                   | 5,235                            | 10 лютого 1907 року    | Август Копф          | D            |
| 3 Юнона        |                 | 254±2                | 288×250×225                 | 2,672                            | 1 вересня 1804 року    | Карл Людвіг Гардінг  | S            |
| 451 Пацієнція  | Image Patientia | 254±3                |                             | 3,059                            | 4 грудня 1899 року     | Огюст Шарлуа         |              |
| 107 Камілла    |                 | 254±12               |                             | 3,476                            | 17 листопада 1868 року | Норман Роберт Поґсон | C            |
| 324 Бамберга   |                 | 227±3                | 234×224×225                 | 2,684                            | 25 лютого 1868 року    | Йоганн Паліза        | C            |
| 16 Психея      |                 | 223±3                | 279×232×189 ± 10 %          | 2,924                            | 17 березня 1852 року   | Аннібале де Гаспаріс | M            |
| 88 Тісба       |                 | 218±3                | 255×232×193                 | 2,769                            | 15 червня 1866 року    | Христіан Петерс      | B            |
| 48 Доріда      |                 | 215±3                | 257×211×185                 | 3,108                            | 19 вересня 1857 року   | Герман Гольдшмідт    | C            |
| 19 Фортуна     |                 | 211±2                | 225×205×195                 | 2,442                            | 22 серпня 1852 року    | Джон Рассел Гайнд    | G            |
| 121 Герміона   |                 | 209±5?               |                             | 3,457                            | 12 травня 1872 року    | Джеймс Крейг Вотсон  | C            |
| 24 Феміда      |                 | 208±3                | 232×220×176                 | 3,136                            | 5 квітня 1853 року     | Аннібале де Гаспаріс | C            |
| 94 Аврора      |                 | 205±4                | 225×173                     | 3,160                            | 6 вересня 1867 року    | Джеймс Крейг Вотсон  | C            |
| 29 Амфітріта   |                 | 204±2                | 222×209×183                 | 2,554                            | 1 березня 1854 року    | Альберт Март         | S            |
| 13 Егерія      |                 | 202±3                | 238×199×182                 | 2,576                            | 2 листопада 1850 року  | Аннібале де Гаспаріс | G            |
| 130 Електра    |                 | 199±2                | 262×205×164                 | 3,127                            | 17 лютого 1850 року    | Христіан Петерс      | Ch           |
| 7 Ірида        |                 | 199±10               | 268×234×180                 | 2,386                            | 13 серпня 1847 року    | Джон Рассел Гайнд    | S            |
| 6 Геба         |                 | 195±3                | 205x185x170                 | 2,426                            | 1 липня 1847 року      | Карл Людвиг Генке    | S            |
| 375 Урсула     |                 | 192±4                |                             | 3,126                            | 18 вересня 1893 року   | Огюст Шарлуа         |              |
| 702 Алауда     |                 | 191±2                |                             | 3,195                            | 16 липня 1910 року     | Йозеф Хелффріх       | C/B          |
| 45 Євгенія     |                 | 188±2                | 252×191×138                 | 2,720                            | 27 червня 1857 року    | Герман Гольдшмідт    | F            |
| 41 Дафна       |                 | 187±13               | 235×183×153                 | 2,765                            | 22 травня 1856 року    | Герман Гольдшмідт    | C            |
| 423 Діотіма    |                 | 176±4                |                             | 3,065                            | 7 грудня 1896 року     | Огюст Шарлуа         | C            |
| 259 Алетея     |                 | 174±1                |                             | 3,135                            | 28 червня 1886 року    | Христіан Петерс      | C/P/X        |
| 372 Пальма     |                 | 174±3                |                             | 3,149                            | 19 серпня 1893 року    | Огюст Шарлуа         | B            |
| 9 Метіда       |                 | 173±2                | 222×182×130                 | 2,385                            | 25 квітня 1848 року    | Ендрю Ґрем           | S            |
| 532 Геркуліна  |                 | 168±1                |                             | 2,772                            | 20 квітня 1904 року    | Макс Вольф           | S            |
| 354 Елеонора   |                 | 165±3                | 191×162×144                 | 2,798                            | 17 січня 1893 року     | Огюст Шарлуа         | A            |
| 128 Немезида   |                 | 163±5                | 178×163×147                 | 2,751                            | 25 листопада 1872 року | Джеймс Крейг Вотсон  | C            |